# Take Back the Night
"Take Back the Night" é uma canção do cantor norte-americano Justin Timberlake, gravada para o seu quarto álbum de estúdio The 20/20 Experience 2 of 2. Foi composta e produzida pelo próprio, com auxílio de Timbaland e Jerome Harmon, e James Fauntleroy somente na escrita. O seu lançamento ocorreu a 12 de Julho de 2013 em formato digital através da RCA Records, servindo como primeiro single do disco. O músico interpretou a faixa pela primeira vez ao vivo durante o Wireless Festival.

## Desempenho nas tabelas musicais

### Posições
| Tabela musical (2013)                | Melhor posição |
| ------------------------------------ | -------------- |
| Bélgica - Ultratip (Flandres)        | 55             |
| Canadá - Canadian Hot 100            | 69             |
| Estados Unidos - Billboard Hot 100   | 29             |
| Estados Unidos - Billboard Pop Songs | 30             |
| França - SNEP                        | 116            |
| Irlanda - IRMA                       | 49             |

## Histórico de lançamento
| País           | Data                | Formato          | Editora discográfica |
| -------------- | ------------------- | ---------------- | -------------------- |
| Alemanha       | 12 de Julho de 2013 | Descarga digital | RCA                  |
| Estados Unidos | 12 de Julho de 2013 | Descarga digital | RCA                  |
| França         | 12 de Julho de 2013 | Descarga digital | RCA                  |
| Itália         | 12 de Julho de 2013 | Descarga digital | RCA                  |
| Portugal       | 12 de Julho de 2013 | Descarga digital | RCA                  |
| Reino Unido    | 12 de Julho de 2013 | Descarga digital | RCA                  |